# Monster from the Ocean Floor
Monster from the Ocean Floor (en español, El monstruo del océano) es una película de ciencia ficción de 1954 dirigida por Wyott Ordung y protagonizada por Anne Kimbell y Stuart Wade. Se rodó en Malibú, California, y en la Isla Santa Catalina.
En esta temprana y sencilla proyección de Roger Corman se encuentran algunos elementos de inspiración para la película Tiburón.
El título original de la película iba a ser It Stalked the Ocean Floor, pero la distribuidora pensó que era demasiado intelectual.
Esta película sufre una estrecha relación con las películas Hidden Values: The Movies of the Fifties, La vida secreta de un dentista y El mundo de Roger Corman; y los episodios de televisión California's Golden Parks: Movie Beach y The Directors: The Films of Roger Corman.

## Argumento
Una especie de calamar gigante aterroriza una pequeña población costera de México, organizándose una caza contra la extraña criatura submarina.

## Reparto
| Actor                                      | Personaje     |
| ------------------------------------------ | ------------- |
| Anne Kimbell                               | Julie Blair   |
| Stuart Wade                                | Steve Dunning |
| Dick Pinner                                | Dr. Baldwin   |
| Wyott Ordung                               | Pablo         |
| Inez Palange                               | Tula          |
| Jonathan Haze (acreditado como Jack Hayes) | Joe           |
| David García                               | Jose          |
| Roger Corman (no acreditado)               | Tommy         |

## Errores
En el inicio de la película, la cámara está filmando un paisaje donde «nunca antes había estado un hombre blanco», y en la esquina superior derecha de la pantalla se puede ver un coche yendo por la autovía de Pacific Coast, en Malibú.

## Curiosidades
- A Roger Corman le vino le idea de hacer la película mientras estaba leyendo un artículo de Los Angeles Times sobre un submarino.[4] Corman les llamó y les preguntó si podía usar ese material en una película, pero sin cobrar nada y con la publicidad gratuita.
- Aparte de ser el productor, Corman también fue el encargado de transportar la cámara y el equipo de la película.[4]
- Jonathan Haze realizó su primera aparición en esta película.[4] A su vez estaba trabajando en una gasolinera.
- Se tardó seis días en rodar las escenas fuera del agua,[4] y dos días para las escenas bajo agua.
- A Stuart Wade se le ocurrió cantar en la película.[4]